# Carlo di Persano
Carlo Pellion di Persano (ur. 11 marca 1806 w Vercelli, zm. 28 lipca 1883 w Turynie) – włoski polityk i admirał. 
Po ukończeniu szkoły Marynarki Wojennej w Genui rozpoczął służbę w 1822 roku. Głównodowodzący floty włoskiej i bezpośrednio odpowiedzialny za jej porażkę w bitwie morskiej po Lissą w lipcu 1866. Persano został przez to postawiony w stan oskarżenia przed Senatem. W czasie procesu został pozbawiony rangi i odznaczeń, a ponieważ degradacja wiązała się z utratą emerytury, ostatnie lata życia przeżył w ubóstwie. 